# Pretendente
Um pretendente é uma pessoa que afirma ter direito a uma posição de honra ou a uma classificação indisponíveis[carece de fontes?]. Na maioria das vezes se refere[carece de fontes?] a um antigo monarca, ou mesmo a seus descendentes, cujo trono é ocupado ou reivindicado por um rival, ou estará vago. Segundo um ou outro autor que afirma que continuariam a existir, potencialmente, Tronos e candidatos a Monarcas em países que hoje são Repúblicas, o termo também poderia ser aplicado a ex-monarcas cujo trono já tivesse sido abolido, ou aos seus descendentes. Mas tal sentido semântico  do termo pretendente, o de aspirante a um trono abolido, não se encontra nos dicionários. Também a historiografia, em geral, não caracteriza um ex-monarca ou um seu descendente que reivindique a reinstituição da monarquia, num país em que a forma do Estado é a republicana, como um pretendente ao trono, pois num tal Estado essa instituição política, como é evidente, não existe.
Apesar de "requerente" às vezes ser preferível, o termo em si não é pejorativo . O significado primeiro  da palavra em Inglês pretend, tal como o da palavra francesa prétendre (do Latim  praetendo, prae + tendo,  literalmente, "estender diante", que comportava ainda os significados de cobrir, pôr diante, interpor, e de pôr à frente como pretexto, alegar, pretextar, invocar (como pretexto ou escusa) ) seria o de "apresentar, professar ou reivindicar". Isso antecedeu, no decurso do século XIV, o uso mais comum desde então e até hoje de pretend em inglês, que é a alegação de falsidade (fingir), o seu segundo sentido original, pois já era próprio do termo latino.
O termo "pretendente" não se aplicava apenas aos requerentes com direitos sem dúvida genuínos a um trono (como os  vários pretendentes da Guerra das Rosas), que consideravam o monarca de facto como um usurpador, mas também para impostores com alegações totalmente fabricadas (como pretendentes ao trono de Henrique VII, Lambert Simnel e Warbeck Perkin). As pessoas na última categoria muitas vezes assumem as identidades de realeza do falecido ou ausente, e às vezes são chamadas, por a clareza destas expressões, como falsos pretendentes ou impostores de reis. Um pretendente do Papa é chamado de[carece de fontes?] Antipapa.